# Cyanomitra
Genre
Cyanomitra est un genre d’oiseaux de la famille des Nectariniidae.

## Liste d'espèces
Selon la classification de référence du Congrès ornithologique international (version 2.11, 2012) :
- Cyanomitra verticalis – Souimanga à tête verte
- Cyanomitra bannermani – Souimanga de Bannerman
- Cyanomitra cyanolaema – Souimanga à gorge bleue
- Cyanomitra oritis – Souimanga à tête bleue
- Cyanomitra alinae – Souimanga d'Aline
- Cyanomitra olivacea – Souimanga olivâtre
- Cyanomitra veroxii – Souimanga murin